# Gustave van Belle
Gustave van Belle (* 12. April 1889 in Gent; † 3. Februar 1969) war ein belgischer Karambolagespieler und mehrfacher Welt- und Europameister im Cadre.

## Karriere
Von Beruf war van Belle Kommissar für Straßen und Brücken in Flandern. Seine Spezialdisziplin war das Serienspiel Cadre. Als Amateurspieler gewann er seine erste internationale Medaille 1925 in Den Haag bei der Cadre-45/2-Europameisterschaft. Zu seinen stärksten Konkurrenten im Kampf um die Goldmedaille gehörte der Ägypter Edmond Soussa.
Wie zu der Zeit üblich, hatten Spieler oft noch einen Posten bei Verbänden inne. Van Belle war Anfang der 1930er-Jahre Delegiertenmitglied des belgischen Amateurverbandes „Fédération Belge des Amateurs de Billard“ (FBAB) in Brüssel. Die FBAB war direkt dem in Paris ansässigen Amateur-Weltverbandes Union Internationale des Fédérations des Amateurs de Billard (UIFAB), Vorgänger der heutigen Union Mondiale de Billard (UMB), unterstellt.

## Erfolge
- Cadre-45/1-Weltmeisterschaft:  1930 •  1931
- Cadre-45/2-Weltmeisterschaft:  1934 •  1928, 1929 •  1926
- Cadre-71/2-Weltmeisterschaft:  1932, 1934, 1935, 1936, 1937, 1939 •  1933, 1938
- Fünfkampf-Weltmeisterschaft:  1935 •  1933
- Cadre-45/2-Europameisterschaft:  1927, 1931, 1933 •  1928, 1929 •  1925, 1926[1]
- Belgische Dreiband-Meisterschaft:  1931   1939

Quellen: